# Tricholita notata
Tricholita notata är en fjärilsart som beskrevs av John Kern Strecker 1898. Tricholita notata ingår i släktet Tricholita och familjen nattflyn. Inga underarter finns listade i Catalogue of Life.